# Math 55
 (mai 2025).
La mise en forme du texte ne suit pas les recommandations de Wikipédia : il faut le « wikifier ».
Les points d'amélioration suivants sont les cas les plus fréquents. Le détail des points à revoir est peut-être précisé sur la page de discussion.
- Les titres sont pré-formatés par le logiciel. Ils ne sont ni en capitales, ni en gras.
- Le texte ne doit pas être écrit en capitales (les noms de famille non plus), ni en gras, ni en italique, ni en « petit »…
- Le gras n'est utilisé que pour surligner le titre de l'article dans l'introduction, une seule fois.
- L'italique est rarement utilisé : mots en langue étrangère, titres d'œuvres, noms de bateaux, etc.
- Les citations ne sont pas en italique mais en corps de texte normal. Elles sont entourées par des guillemets français : « et ».
- Les listes à puces sont à éviter, des paragraphes rédigés étant largement préférés. Les tableaux sont à réserver à la présentation de données structurées (résultats, etc.).
- Les appels de note de bas de page (petits chiffres en exposant, introduits par l'outil «  Source ») sont à placer entre la fin de phrase et le point final[comme ça].
- Les liens internes (vers d'autres articles de Wikipédia) sont à choisir avec parcimonie. Créez des liens vers des articles approfondissant le sujet. Les termes génériques sans rapport avec le sujet sont à éviter, ainsi que les répétitions de liens vers un même terme.
- Les liens externes sont à placer uniquement dans une section « Liens externes », à la fin de l'article. Ces liens sont à choisir avec parcimonie suivant les règles définies. Si un lien sert de source à l'article, son insertion dans le texte est à faire par les notes de bas de page.
- La présentation des références doit suivre les conventions bibliographiques. Il est recommandé d'utiliser les modèles {{Ouvrage}}, {{Chapitre}}, {{Article}}, {{Lien web}} et/ou {{Bibliographie}}. Le mode d'édition visuel peut mettre en forme automatiquement les références.
- Insérer une infobox (cadre d'informations à droite) n'est pas obligatoire pour parachever la mise en page.

Pour une aide détaillée, merci de consulter Aide:Wikification.
Si vous pensez que ces points ont été résolus, vous pouvez retirer ce bandeau et améliorer la mise en forme d'un autre article.
Math 55 est un cours de mathématiques de première année (freshman) à l'Université Harvard, dispensé sur deux semestres, fondé par Lynn Loomis et Shlomo Sternberg. Les titres officiels du cours sont Studies in Algebra and Group Theory (Math 55a)  et Studies in Real Complex Analysis (Math 55b). Auparavant, le titre officiel était Honors Advanced Calculus and Linear Algebra. Il est réputé pour sa difficulté et son rythme accéléré.

## Description
Le Département de mathématiques de Harvard a auparavant décrit Math 55 comme « probablement le cours de mathématiques de premier cycle le plus difficile du pays ». Plus récemment, le professeur Denis Auroux, chargé de cours de Math 55 en 2022, a déclaré à propos de la version moderne : « Si vous êtes raisonnablement bon en mathématiques, que vous les aimez et que vous avez beaucoup de temps à y consacrer, alors Math 55 est tout à fait faisable pour vous. » 
Auparavant, les étudiants commençaient l'année par Math 25 (créé en 1983 comme version allégée de Math 55). Après trois semaines d'introduction à la topologie des ensembles de points et à des sujets spéciaux (en 1994, par exemple, l'analyse p-adique était enseignée par Wilfried Schmid ), les étudiants passaient un test.
Depuis 2012, les étudiants peuvent choisir librement entre Math 25 et Math 55, après avoir assisté aux deux cours pendant cinq semaines pour se faire une idée. Un test peut encore être proposé pour aider les étudiants à s'orienter.
En 1994, 89 étudiants ont passé l'examen diagnostique : les étudiants obtenant plus de 50 % au questionnaire pouvaient s'inscrire à Math 55 de Schmid (15 étudiants), les étudiants obtenant entre 10 et 50 % pouvaient s'inscrire à Math 25 de Benedict Gross : Algèbre linéaire théorique et analyse réelle (55 étudiants), et les étudiants obtenant moins de 10 % étaient invités à s'inscrire à un cours tel que Math 21 : Calcul multivariable (19 étudiants).
Autrefois, les devoirs hebdomadaires pouvaient demander de 24 à 60 heures par semaine, bien que certains prétendent que ce soit plus proche de 20 heures. En 2022, en moyenne, les étudiants consacrent au total 20 à 30 heures par semaine à ce cours, devoirs inclus,. Il est déconseillé de suivre d'autres cours exigeants en parallèle.
Les étudiants rédigent généralement leurs devoirs en LaTeX et créent ainsi leur propre manuel pour le cours , qui se termine par un examen final à domicile.

### Taux de rétention historique
En 1970, Richard Stallman estimait que le programme de Math 55 couvrait près de quatre années de programme en seulement 2 semestres et qu'il n'attirait donc que les étudiants les plus assidus. Des 75 étudiants inscrits cette année-là, seuls 20 ont terminé le cours en raison de la nature avancée du matériel et des contraintes de temps dans lesquelles les étudiants étaient amenés à travailler.
David Harbater, professeur de mathématiques à l'Université de Pennsylvanie et étudiant de la section Math 55 de 1974 à Harvard, se souvient de son expérience : « Soixante-dix [étudiants] ont commencé, 20 l'ont terminé et seulement 10 l'ont compris. »
Scott D. Kominers, familier avec les taux d'abandon déclarés pour le cours, a décidé de tenir un journal informel de son parcours tout au long de la section de 2009 : « …nous avions 51 étudiants le premier jour, 31 étudiants le deuxième jour, 24 les quatre jours suivants, 23 pendant deux semaines supplémentaires, puis 21 pour le reste du premier semestre après le cinquième lundi » (le début de la cinquième semaine étant la date limite d'abandon pour que les étudiants décident de rester en Math 55 ou de passer en Math 25).
Le nombre d'étudiants qui abandonnent leurs études est dû en partie à la tendance des étudiants de premier cycle à « faire le tour » des cours appropriés au début de chaque semestre. Même ceux qui ont réussi le calcul de placement avancé (AP calculus) et qui étaient des vétérans de l' Olympiade mathématique des États-Unis peuvent penser que Math 55 était trop difficile à gérer.

## Contenu du cours
En résumé, Math 55 propose un aperçu de l’ensemble du programme de mathématique de premier cycle en seulement deux semestres et pourrait même inclure des sujets de niveau supérieur. Jusqu’en 2006, l'enseignant disposait d'une grande liberté pour définir le contenu du cours. Bien que Math 55 porte officiellement le nom « Honors Advanced Calculus and Linear Algebra », des sujets avancés comme l'analyse complexe, la topologie des ensembles de points, la théorie des groupes ou encore la géométrie différentielle pouvaient être abordés en profondeur selon le choix de l'enseignant, en plus de l'analyse réelle à une ou plusieurs variables ainsi que de l'algèbre linéaire abstraite. En 1970, par exemple, les étudiants ont étudié la géométrie différentielle des variétés de Banach au cours du second semestre de Math 55. 
À l'inverse, Math 25 était plus restreint, portant principalement sur l'analyse réelle, la théorie des espaces métriques et les applications (multi)linéaires. Le programme se concluait généralement par la démonstration du théorème de Stokes généralisé, avec éventuellement des compléments comme la théorie des catégories ou la cohomologie de De Rham, selon le temps disponible. Bien que les deux cours présentaient le calcul d'un point de vue rigoureux et mettaient l'accent sur la théorie et la rédaction de preuves, Math 55 était généralement plus rapide, plus abstrait et exigeait un niveau plus élevé de sophistication mathématique.
Le manuel Advanced Calculus, de Loomis et Sternberg , qui propose une approche abstraite du calcul dans le cadre des espaces vectoriels normés et sur les variétés différentiables, a été conçu spécifiquement pour le programme de Math 55 tel qu'enseigné par ses auteurs et a servi pendant de nombreuses années comme ouvrage référence principal. Les enseignants de Math 55 , et Math 25  ont également sélectionné les Principles of Mathematical Analysis de Rudin, Complex Analysis de l'Ahlfors, Calculus on Manifolds de Spivak, Linear Algebra Done Right de l'Axler, Finite-Dimensional Vector Spaces de les Halmos, la Topology de Munkres, et l'Algebra d'Artin  comme manuels ou références.
À partir de 2007, le contenu du cours Math 55 (ainsi que celui de Math 25) a été redéfini pour correspondre plus strictement à celui de quatre cours semestriels, répartis sur deux semestres. Ainsi, Math55a couvre désormais les programme de Math 25a (algèbre linéaire et analyse réelle) et de Math 122 (théorie des groupes et espaces vectoriels), tandis que Math 55b regroupe Math 25b (analyse réelle) et Math 113 (analyse complexe). Les intitulés ont également été modifiés en conséquence : « Honors Abstract Algebra » (Math 55a) et « Honors Real and Complex Analysis » (Math 55b).
Une maîtrise de la rédaction de preuves mathématiques est explicitement exigée pour Math 55, alors qu'une telle expérience est jugée « utile » mais non requise pour Math 25. En pratique, les étudiants de Math 55 ont généralement une vaste expérience en rédaction de preuves et en mathématiques abstraites, nombre d'entre eux étant d'anciens lauréats de prestigieuses Olympiades mathématiques nationales ou internationales (telles que USAMO ou IMO ) ou des participants à des programmes de recherche (tels que RSI ). Les étudiants de Math 25 ont généralement aussi une première familiarité avec l'écriture de preuves, acquise lors de concours mathématiques ou de cours universitaires avancés.

## Anciens élèves notables
De nombreux étudiants ayant suivi Math 55 deviennent par la suite professeurs dans des domaines quantitatifs. Parmi les anciens élèves notables figurent Benedict Gross, mathématicien à l'UC San Diego et ancien doyen de Harvard, Joe Harris, mathématicien à Harvard,Peter Woit, physicien mathématicien à Columbia , Lisa Randall, physicienne à Harvard , Raymond Pierrehumbert, géophysicien à Oxford , ainsi que les économistes Andrei Shleifer et Eric Maskin à Harvard, et Brad DeLong à UC Berkley. Parmi les autres anciens élèves de Math 55 figurent le magnat des affaires et programmeur informatique Bill Gates,, le programmeur informatique et promoteur de logiciels libres Richard Stallman, et le scénariste de télévision et producteur exécutif Al Jean.

## Démographie
Un article paru en 2006 dans The Harvard Crimson rapportait que seulement 17 femmes avaient terminé le cours entre 1990 et 2006 . Un autre article, publié en 2017, indiquait que, durant les cinq années précédentes, les inscriptions avaient été inférieures à 7 % de femmes. À titre de comparaison, Math 25 comptait davantage d'étudiantes : en 1994-1995, aucune femme n'était inscrite à Math 55, tandis que Math 25 en comptait environ 10 sur 55 étudiants.
En 2006, la composition de la classe de Math 55 était la suivante : 45 % de juifs (5 étudiants), à 18 % d'asiatiques (2 étudiants) et à 100 % d'hommes (11 étudiants).

## Dans la culture populaire
Math 55 est mentionné dans la saison 10, épisode 21 (« Mr. Scratch ») de la série policière Esprits criminels.

## Instructeurs
- 1996-1997 : Alexandre Polishchuk
- 1997–1999 : Pavel Etingof
- 1999–2000 : Noam Elkies
- 2000–2001 : Wilfried Schmid
- 2002–2003 : Noam Elkies [29],[30]
- 2004–2005 : Yum-Tong Siu
- 2005–2006 : Noam Elkies [31]
- 2008–2010 : Curtis T. McMullen [32],[33]
- 2010–2011 : Noam Elkies [34],[35]
- 2011–2012 : Yum-Tong Siu
- 2013–2015 : Dennis Gaitsgory
- 2015–2016 : Yum-Tong Siu
- 2016–2018 : Noam Elkies [36],[37]
- 2018–2020 : Joe Harris
- 2020-2022 : Denis Auroux [14],[15]
- 2022–2024 : Joe Harris
- 2024-2025 : Denis Auroux